# Heterophyllium scabrifolium
Heterophyllium scabrifolium là một loài rêu trong họ Sematophyllaceae. Loài này được J. Taylor & P. de la Varde mô tả khoa học đầu tiên năm 1954.